# 螢火 (映画)
『螢火』（ほたるび）は、1958年に公開された五所平之助監督の日本映画。
織田作之助の小説『蛍』の映画化作品。

## スタッフ
以下のスタッフ名はKINENOTEに従った。
- 監督 - 五所平之助
- 製作 - 加賀二郎、内山義重
- 脚色 - 八住利雄
- 原作 - 織田作之助 小説『蛍』
- 撮影 - 宮島義勇
- 音楽 - 芥川也寸志
- 美術 - 平川透徹
- 録音 - 竹川昌男
- 照明 - 藤来数義
- 編集 - 長田信

## キャスト
- 淡島千景 - 登勢[1]
- 伴淳三郎 - 伊助[1]、登勢の夫[3]
- 森美樹 - 坂本竜馬[1]
- 若尾文子 - お良[1]
- 三好栄子 - お定[1]
- 水原真知子 - 椙[1]
- 須賀不二夫 - 五十吉[1]
- 福田公子 - お貝[1]
- 沢村貞子 - おとみ[1]
- 石井富子 - おまつ[1]
- 尾上菊太郎 - 巳之吉[1]
- 近森美子 - お京[1]
- 初音礼子 - おこと[1]
- 三島雅夫 - 「小六」のおやじ[1]
- 三井弘次 - 商人源吉[1]
- 東野英治郎 - 医者玄以[1]
- 佐竹明夫 - 有馬新七[1]
- 中村是好 - 門付の老爺[1]
- 戸上城太郎[4]
- 佐乃美子[4]
- 水野浩[4]
- 中田耕二[4]
- 生方功[4]
- 田中謙三[4]
- 乃木年雄[4]
- 長田健[4]
- 滝隆二[4]
- 毛利二郎[4]
- 鈴木稔[4]
- 南恭介[4]
- 川上健太郎[4]
- 梅若礼三郎[4]
- 佐々木小二郎[4]
- 潮路章[4]
- 九條和子[4]
- 山口寿満子[4]
- 淺井明子[4]